# Struvite
La struvite, ainsi nommée en l'honneur du minéralogiste et diplomate russe d'origine allemande Heinrich von Struve (de) en 1845, est un minéral de la famille des phosphates hydratés, soit un phosphate double d'ammonium et de magnésium hexahydraté de formule chimique NH4MgPO4 • 6 H2O. Elle cristallise dans le système orthorhombique et ses cristaux, incolores, blancs à jaunâtres ou brun clair, sont en forme de pyramides ou de lamelles.
La struvite forme des calculs dans l'urine des humains et des animaux qui sont infectés par des organismes produisant de l'ammoniac. Leur production est facilitée par une basicité élevée de l'urine ainsi que par une forte excrétion de magnésium (régimes à base de plantes riches en magnésium). Chez le chat domestique, la présence de struvites dans l'urine est fréquente même en l'absence d'infection. 
Par extension de sens, la struvite désigne la lithiase où ce minéral apparaît.

## Description
C'est un minéral tendre (dureté : 1,5 à 2) , et de faible densité (1,7). Les cristaux souvent bien formés sont incolores lorsqu'ils sont frais et intacts. La déshydratation les rend ternes et blanchâtres. Les cristaux sont piézoélectriques et pyroélectriques.
La struvite n'est véritablement stable que jusque vers 55 °C, elle se décompose partiellement en dittmarite NH4)Mg(PO4)•H2O entre 100 °C et 200 °C, puis forme une phase amorphe vers 250 °C- 300 °C.
La struvite se dissout facilement dans les acides mais difficilement dans les liquides basiques à neutres,. Elle est très faiblement soluble dans l'eau froide. Elle est soluble dans l'eau chaude.
D'un point de vue cristallochimique, la struvite donne son nom à un groupe isostructural. Le groupe de la struvite comprend outre celle-ci, la struvite potassique ou struvite K (KMgPO4 • 6 H2O) et la hazenite (KNa Mg2(PO4)2 • 14 H2O) qui elle est en outre sodo-potassique. Les cations ammonium, potassium et à moindre mesure sodium sont interchangeables dans cette structure hydratée, permettant des solutions solides à teneurs continues. 

## Découverte, gîtologie et autres occurrences ou gisements
La struvite a été décrite par le pharmacien et chimiste hambourgeois George Ludwig Ulex (1811-1883) pour la première fois en 1845 dans les égouts médiévaux de l'église saint Nicolas de Hambourg (Allemagne). Elle a été nommée die Struveit en l'honneur du consul de Hambourg, Heinrich Christoph Gottfried Struve (1772-1851), appartenant au service diplomatique russe, collectionneur de minéraux qui se souciait de la restauration de l'édifice. 
Elle se forme à partir de matériaux organiques, comme les lits de tourbes ou très souvent les déjections putréfiées, les vieux fumiers secs à base de bouses ou de crottins, voire dans les aliments altérés par un milieu bactérien indésirable, par exemple dans les boîtes de conserve périmées.
Elle peut se rencontrer dans les dépôts naturels de guano, par exemple à la Réunion, à Ballarat dans l'état de Victoria en Australie, au Cap en Afrique du Sud, à la grotte de Gcwihaba Cave au nord-ouest du Botswana... C'est pourquoi elle se nomme encore guanite.
On la trouve aussi dans certains quartiers d'Amsterdam en Hollande, à Aalborg au Danemark, au Venezuela, en Malaisie, au Québec, en Antarctique...
Minéraux associés à la struvite : 
- d'autres phosphates ou hydrogénophosphates, par exemple la newberyite Mg(PO3OH) • 3 H2O, la hannayite (NH4)2Mg3(PO3OH)4 • 8 H2O , la brushite CaHPO4 • 2H2O, la stercorite NH4NaHPO4 • 4 H2O ou la dittmarite NH4)Mg(PO4) • H2O ;
- des minéraux nitrates comme la nitrocalcite, la nitromagnésite, la nitronatrite, la gwihabaite, la nitrobarite ou le nitre ;
- des minéraux sels d'ammonium comme le salmiac, la biphosphammite (NH4,K)(H2PO4), etc. ;
- le gypse, la dolomite, les minéraux typiques des roches calcaires et dolomitiques notamment.

### Présence dans les artefacts
Il arrive qu'on trouve de la struvite dans les conserves de fruits de mer, où son apparence est celle de petits éclats de verre (sa présence est inacceptable pour les consommateurs pour des raisons esthétiques, mais sans conséquence pour leur santé).

### Struvite des calculs rénaux

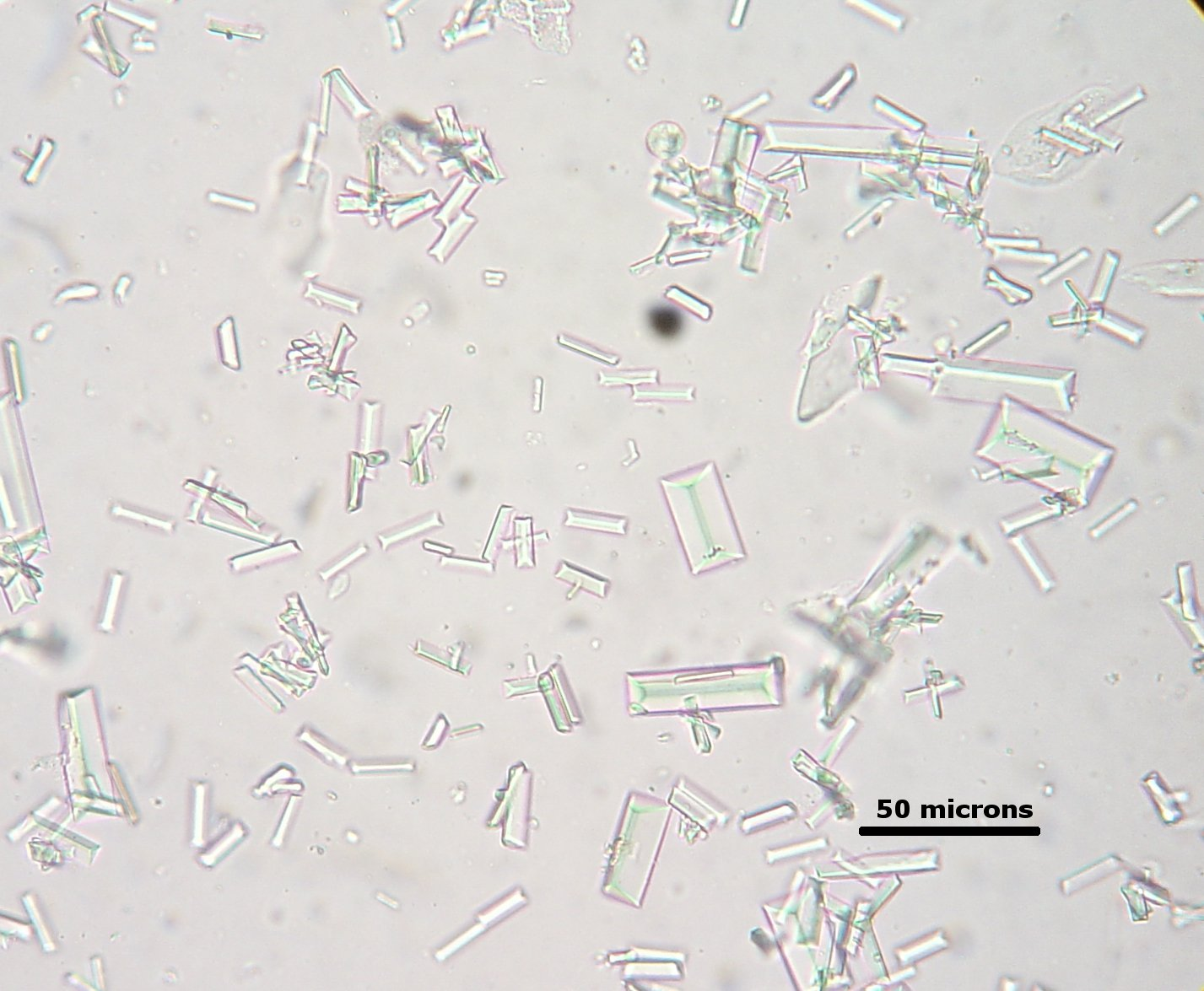
Cristaux de struvite dans l'urine d'un chien souffrant d'une infection de la vessie.

La struvite participe à la formation des calculs par précipitation depuis une urine alcaline. La struvite est le minéral le plus commun dans les calculs des voies urinaires chez le chien, mais on la trouve aussi chez le chat et l'homme. La formation de calculs de struvite est favorisée par les infections bactériennes qui hydrolysent l'urée en ammonium et élèvent le pH de l'urine à des valeurs neutres ou alcalines. Les organismes capables d'hydrolyser l'urée comprennent notamment Proteus, Pseudomonas, Klebsiella, Staphylococcus et Mycoplasma.
Même en l'absence d'infection, l'accumulation de cristaux de struvite dans la vessie est un problème récurrent chez le chat domestique, avec notamment pour symptôme la difficulté à uriner (qui peut être prise pour de la constipation) ou la présence de sang dans l'urine (hématurie). La cauxine, une protéine excrétée en grande quantité dans l'urine des chats et qui intervient dans la production d'une phéromone féline, provoque la nucléation des cristaux de struvite dans un système-modèle contenant les ions constitutifs de la struvite. Ceci peut expliquer en partie la production excessive de struvite chez le chat domestique. Dans le passé, la chirurgie était nécessaire pour éliminer les calculs de la vessie des chats ; aujourd'hui, des régimes acidifiants et pauvres en magnésium permettent de dissoudre les calculs de struvite d'origine non infectieuse.
Les calculs des voies urinaires supérieures qui impliquent le bassinet du rein et se prolongent dans au moins deux calices sont qualifiés de calculs coralliformes. Bien que tous les types de calculs urinaires puissent évoluer en calculs coralliformes, environ 75 % d'entre eux sont constitués d'une matrice struvite-carbonate-apatite.

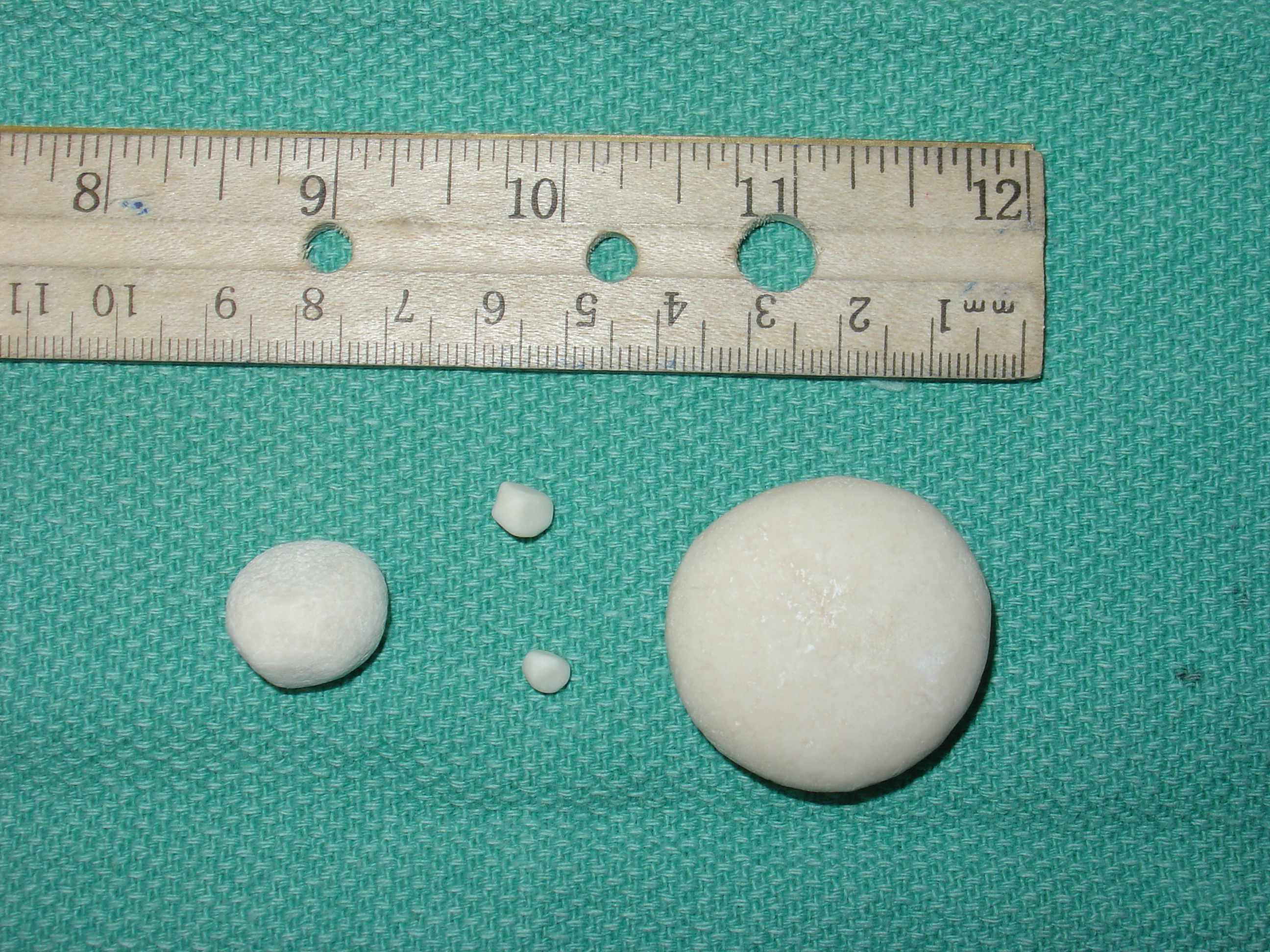
Calculs de struvite provenant de la vessie d'un chien
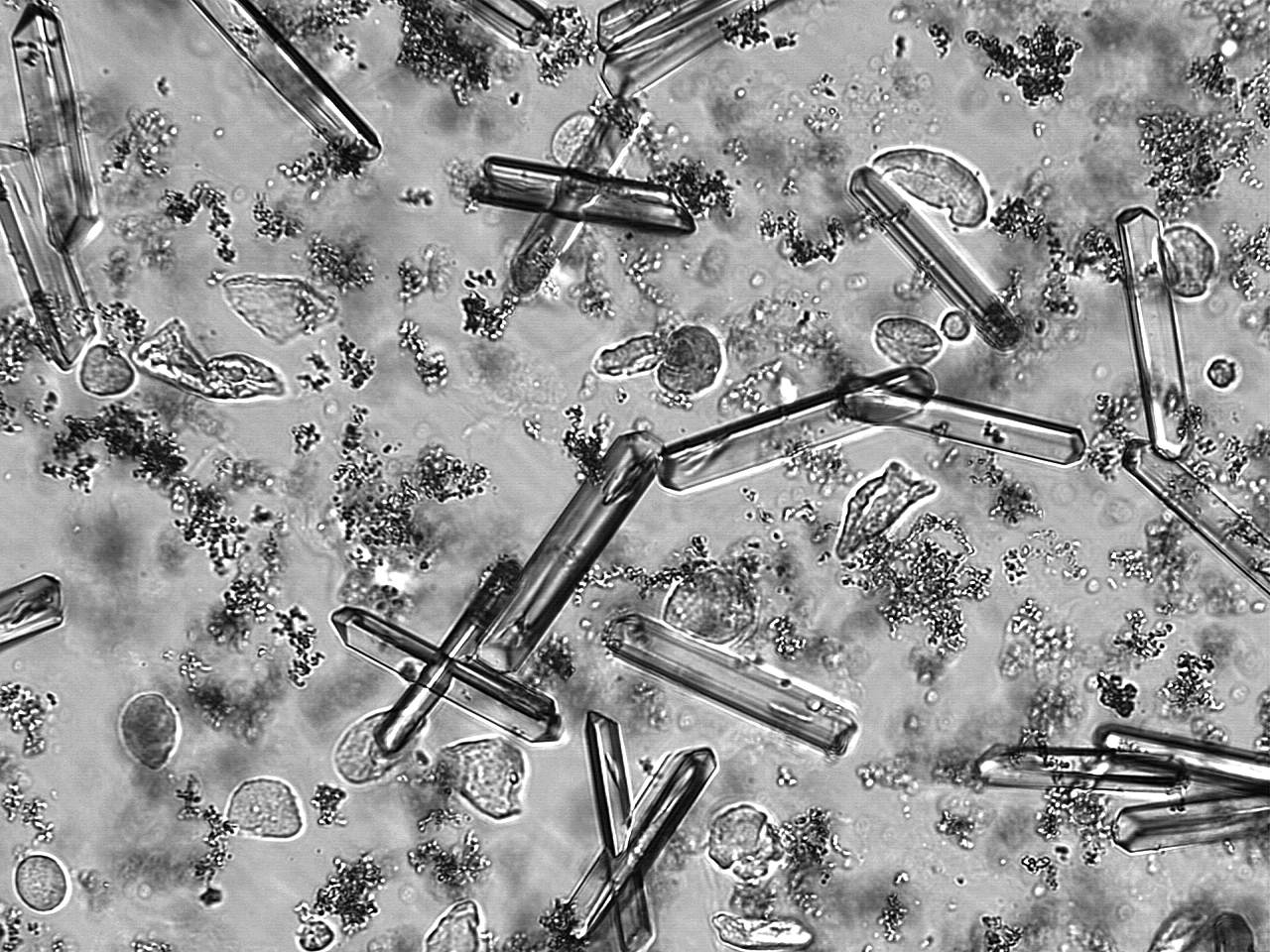
Cristaux de struvite dans une urine humaine de pH 9. On observe aussi de nombreux cristaux xénomorphes, plusieurs cellules épithéliales (squameuses et non squameuses) et quelques leucocytes.
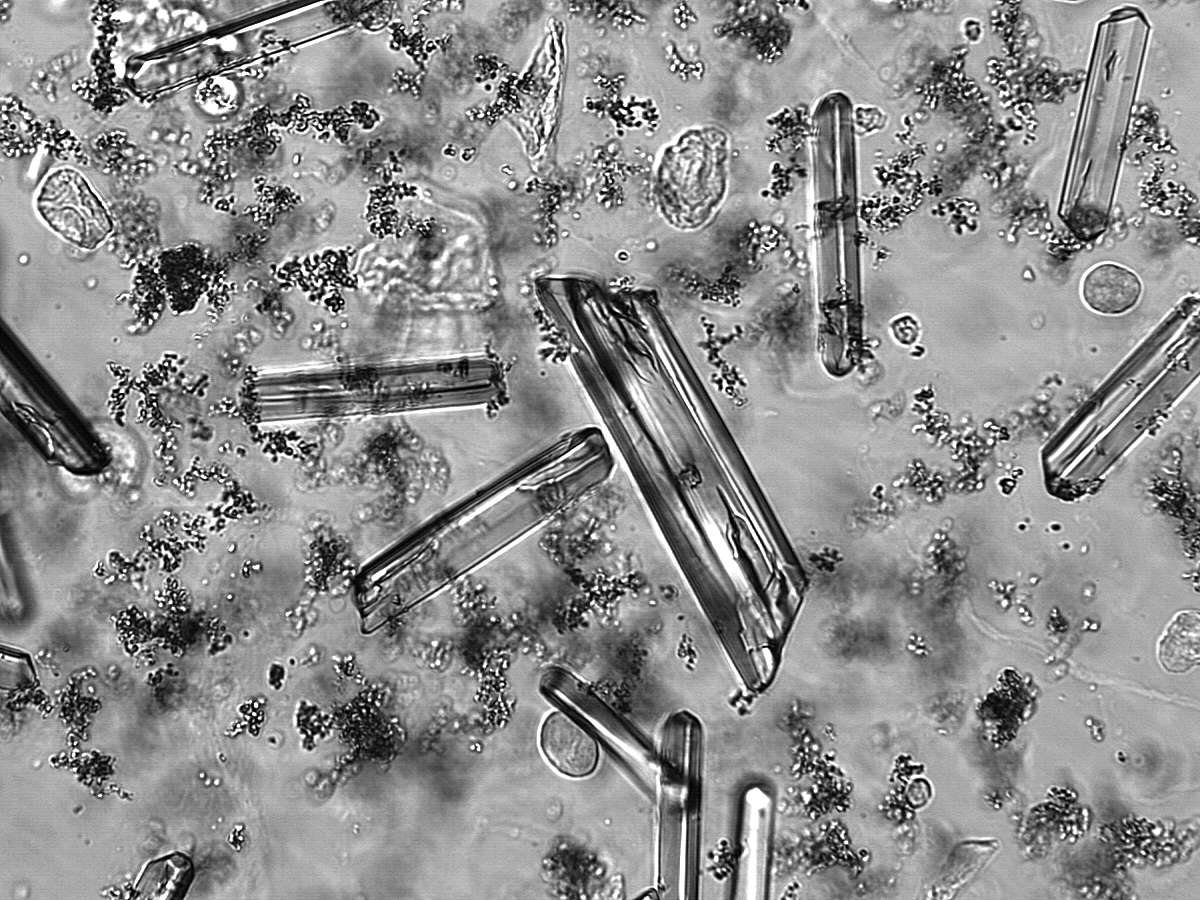
Autre image de l'échantillon ci-contre.

### Struvite des entérolithes
La struvite est un minéral commun dans les entérolithes (en) (concrétions intestinales) du cheval.

### Struvite dans le traitement des eaux usées

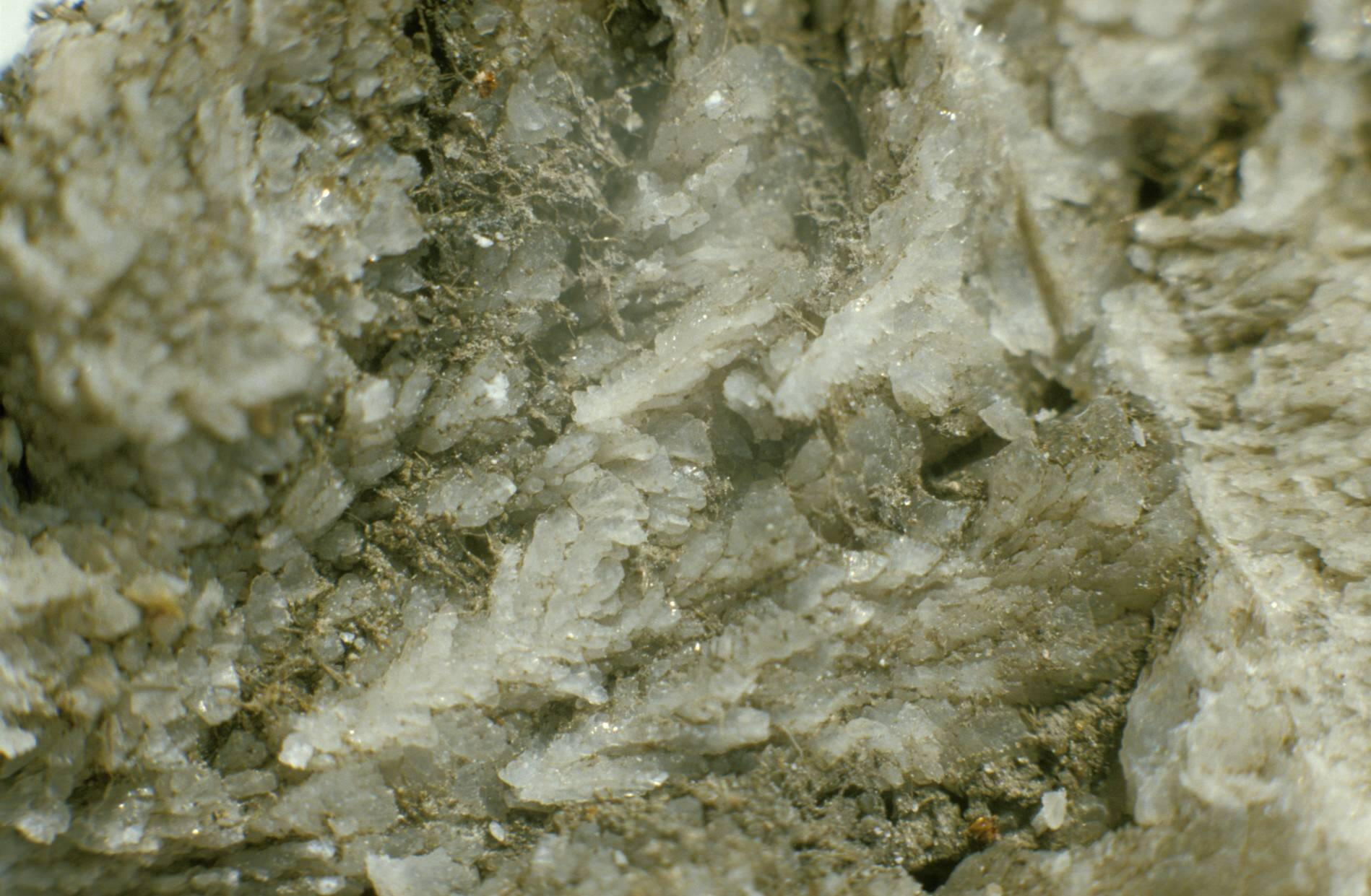
Cristaux centimétriques de struvite dans la presse de la station d'épuration de Herrenhausen, Hanovre

La struvite peut être un problème pour le traitement des eaux usées, en particulier quand la digestion anaérobie des déchets libère des ions ammonium et phosphate. Elle peut entartrer les canalisations, les bandes de transport, les centrifugeuses et les pompes, et boucher les tuyaux et d'autres équipements dont le digesteur lui-même. La struvite se forme quand les eaux usées contiennent de l'ammoniac, du magnésium et des phosphates dans des proportions molaires voisines de 1:1:1. Le magnésium peut être trouvé dans le sol, l'eau de mer et l'eau potable ; l'ammoniac résulte de la décomposition de l'urée des eaux usées ; et les phosphates proviennent de la nourriture et des savons et détergents. Ces éléments étant en place, la struvite est plus susceptible de se former dans un environnement de pH élevé, de forte conductivité, de basse température et de haute teneur en ammoniac, magnésium et phosphates.
Les dépôts de struvite dans un système de traitement des eaux usées peut engendrer une grande inefficacité de l'exploitation en raison de l'obstruction des tuyaux, pompes et autres équipements. Pour résoudre ce problème, on peut remplacer les tuyaux ou les désobstruer par l'emploi d'un nettoyeur haute-pression ou d'un broyeur mécanique, mais de nombreuses canalisations peuvent être souterraines et il faut prendre en compte le coût du travail et des temps d'arrêt. On fait plutôt appel aujourd'hui au nettoyage chimique, grâce au développement de produits de nettoyage efficaces pour éliminer la struvite ou en empêcher la formation,,.
La struvite se dissout complètement dans une solution d'acide sulfamique (2 à 4 % P/V) après 36 heures de recirculation.

## Production et usages

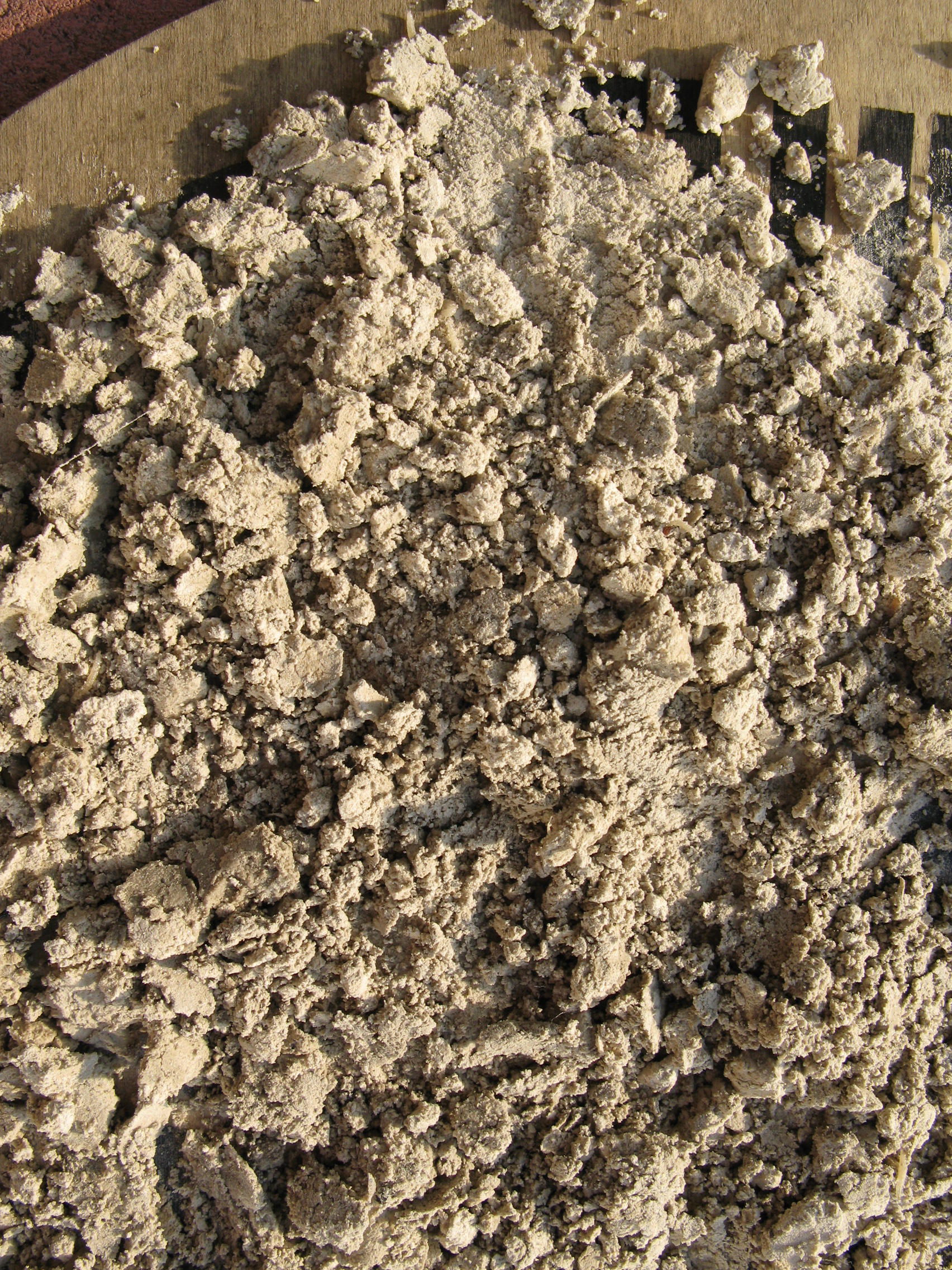
Cristaux de struvite récupérée dans les urines par un procédé journalier.

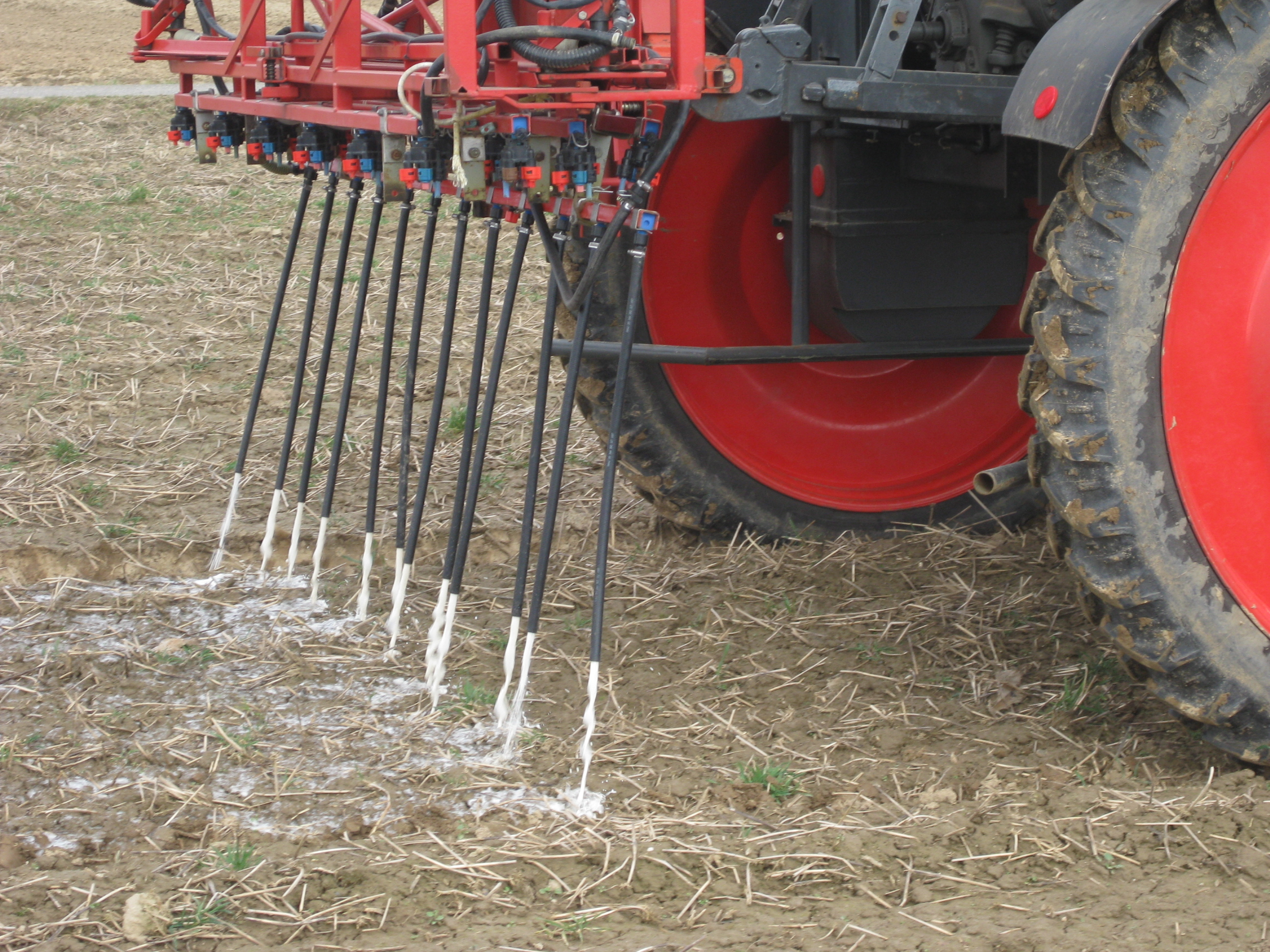
Arrosage de mélange d'urine et de struvite, Allemagne.

L'utilisation de struvite comme engrais agricole à assimilation lente est attestée pour la première fois en 1857. Elle est aujourd'hui utilisée sous forme de poudre de 1 à 2 mm, de couleur légèrement rougeâtre, ou de granules compactés. Les teneurs minimales en garantie sont 4 % en N, 30% min en P2O5, 8 % min en Mg avec une humidité avoisinant 2 à 3% en masse, une teneur en fer inévitable de l'ordre de 0,03 à 0,05 % en masse expliquant la couleur. Impuretés et contaminants divers sont d'autant plus insignifiants que l'engrais est raffiné et purifié. Le minéral est également souvent décrit par l'acronyme anglais MAP pour Magnesium Ammonium Phosphate (Hexahydrate), à ne pas confondre avec le phosphate de monoammonium auquel on associe aussi parfois l'acronyme « MAP ». 
La récupération du phosphore des eaux usées sous forme de struvite et son recyclage comme engrais dans l'agriculture sont prometteurs, en particulier pour les stations d'épuration affectées par une abondance de fumier. On peut aussi ajouter des composés du magnésium à du digestat obtenu après méthanisation de déchets animaux pour précipiter de la struvite.